# .pw
.pw – domena internetowa przypisana do Palau.

## Użytek
Wszystkie domeny .pw drugiego poziomu są własnością Directi. Oprócz tego jest 6 domen drugiego poziomu, na których domeny trzeciego poziomu przeznaczone są do dyspozycji mieszkańców Palau:
- co.pw: – zastosowania komercyjne
- ne.pw – Internet i sieci
- or.pw – organizacje pozarządowe
- ed.pw – placówki oświatowe
- go.pw – jednostki rządowe
- belau.pw – historia i kultura Palau